# Paniqui
Paniqui (Bayan ng Paniqui - Municipality of Paniqui) es un municipio filipino de primera categoría, situado en la parte central de la isla de Luzón. Forma parte del Primer Distrito Electoral de la provincia de Tarlac situada en la Región Administrativa de Luzón Central, también denominada Región III.
Como una ciudadela de la historia, testimonio del pasado y del presente, loos Tarlaquenos de Paniqui están trabajando con celo para albergar la sede del Capitolio de Tarlac.

## Geografía

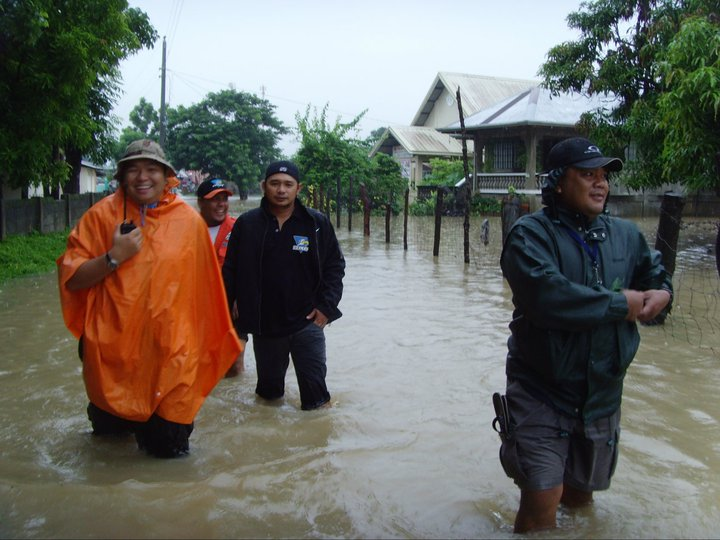
Frecuentes inundaciones.

Municipio situado al nordeste de la provincia próximo a la de Nueva Écija y Pangasinán.
Su término linda al norte con el municipio de Moncada; al sur con el de Gerona; al este con el de Ramos; y al oeste con los de San Miguel de Camiling con el de Santa Ignacia.

"...PANIQUI: SIT. en los 1 -4° 8' long. 85° 4',' 30" lat..."

"...su terreno es llano y clima bastante templado, pasan dos brazos de rio que traen su origen de N. E. en los que hay dos puentes para la comunicación del pueblo; en los puntos Quiquiblatan
y Gaturay pasan otros cuatro arroyos que traen su origen del monte llamado Bulaylay, provincia
de N. E.:..."

"...confina este pueblo por el N. con el de Bayambang, por el O. con Palusapit, por el
Mediodía con Gerona y por el P. con el de S. Miguel de Camilin. ..."
Manuel Buzeta y Felipe Bravo 

### Barangays
El municipio  de Paniqui se divide, a los efectos administrativos, en 35 barangayes o barrios, conforme a la siguiente relación:
| - Abogado - Acocolao - Aduas - Apulid - Balaoang - Barang - Brillante - Burgos - Cabayaoasán | - Canán - Cariño - Cayanga - Colibangbang - Coral - Dapdap - Estación - Mabilang - Manaois | - Matalapitap - Nagmisaán - Nancamarinán - Nipaco - Patalán - Norte de la Población - Sur de la Población - Rang-ayan - Salumague | - Samput - San Carlos - San Isidro - San Juan de Milla - Santa Inés - Sinigpit - Tablang - Ventanilla |  |

### Demografía
A mediados del siglo XIX, año de 1845,  contaba con 2900 almas, de las cuales 715 contribuían.

## Historia

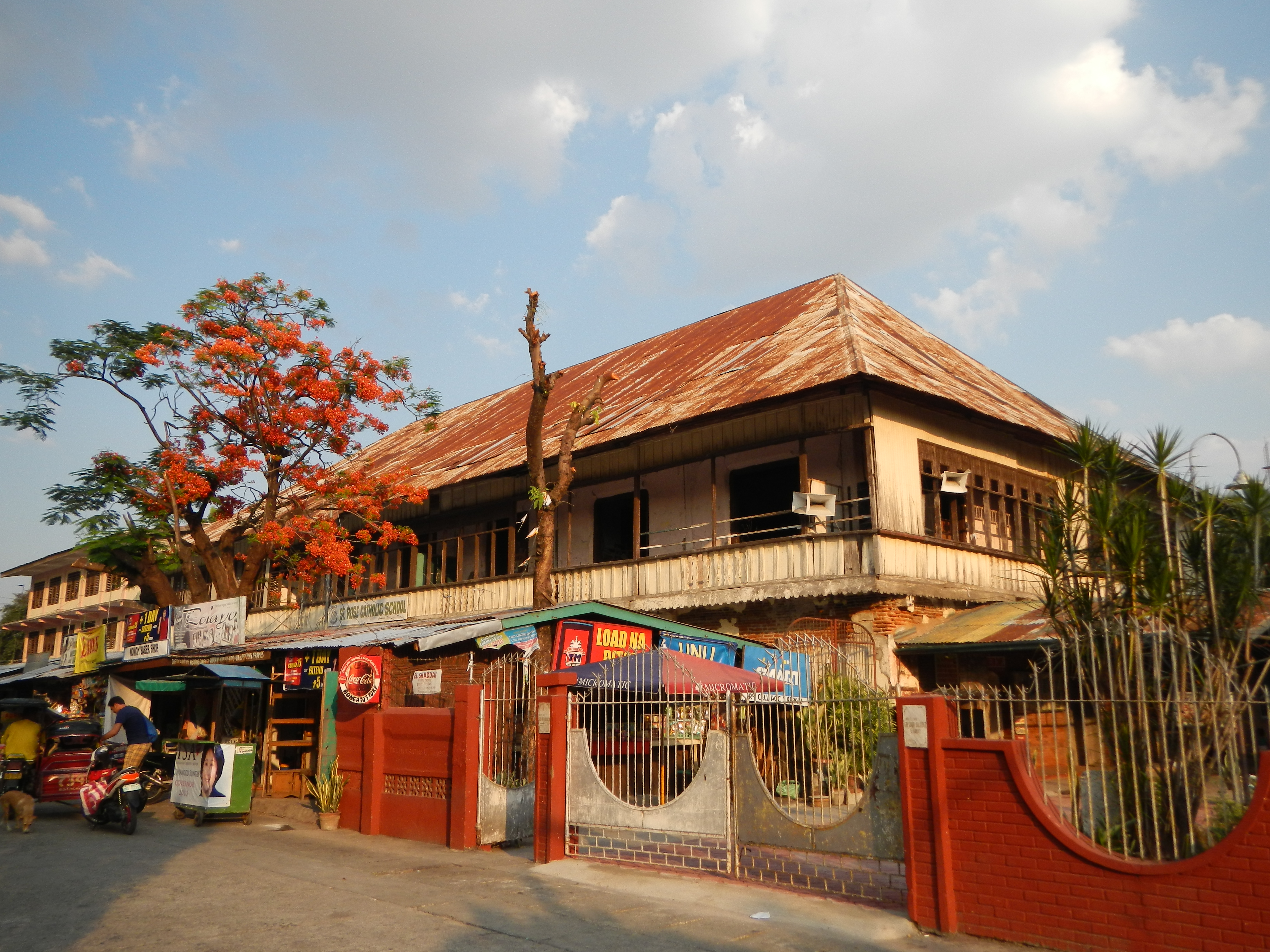

En vocablo  Paniqui proviene de la hispanización de la palabra pampaniki, que en idioma ilocano significa murciélago, mamífero que abunad en las numerosas cuevas del municipio.
El municipio data de 1754,  siendo el más antiguo de la provincia de Pangasinán. La  parroquia de los dominicos data de 1686: Sede del vicariato desde 1718 siendo José Sánchez su primer vicario.
Paniqui estaba situada en la margen izquierda del río de Tarlac, pero por causa de los  ataques de los Negritos, los españoles decidieron trasladarse a la margen opuesta, varaiando su emplazamiento por motivo de las frecuentes inundaciones.
Hacia 1720, Paniqui, era un sitio de Dagupán, conocido con el nombre de  Mangang Marikit, donde los murciélagos pululaban durante el crepúsculo.
En la actualidad Mangang Marikit es uno de los barrios del municipio de San Juan de Guimba, en la provincia vecina de Nueva Ecija. En este sitio fue bautizado en 1750 el sultán Alimudin.
A mediados del siglo XIX era un pueblo con cura y gobernadorcilio, en la provincia de la Pampanga, diócesis de Nueva Segovia. 

"...tiene como unas 470 casas, la parroquial y la de comunidad donde se halla la cárcel, y una escuela de primeras letras;... El cementerio está fuera de la población y bien
ventilado:..."

"...Caminos;, el que conduce desde este pueblo á la cabecera de provincia es escelente, siento los demás que cruzan por la población unos malos senderos para la gente de á pié y de á caballo; hay un correo diario á la cabecera de la provincia y el general que viene semanalmente de la capital.

## Patrimonio
- Iglesia parroquial católica bajo la advocación de Santa Rosa de Lima,  data del año 1804. (Saint Rose of Lima Parish Church of Paniqui )

Sede de la Vicaría de Santa Rosa de Lima, perteneciente a la Diócesis de Tarlac en la provincia Eclesiástica de San Fernando.
Rosa de Lima fue la primera persona canonizada por la Iglesia Católica nacida en América.
Patrona principal del Nuevo Mundo (América), Filipinas e Indias Occidentales, proclamada en la Basílica de San Pedro  por el Papa Clemente X en 1671.

## Hijos ilustres
Patria chica de María Corazón Sumulong Cojuañgco Aquino, la que fuera presidente de las Filipinas desde 1986 a 1992, una de las primeras mujeres de Asia en ocupar la máxima representación.